# Памятник студентам и преподавателям Криворожского горнорудного института
Памятник студентам и преподавателям Криворожского горнорудного института 1941—1945 гг. — памятник истории Великой Отечественной войны в Центрально-Городском районе города Кривой Рог Днепропетровской области.

## История
Летом 1941 года около 500 преподавателей, студентов и сотрудников Криворожского горнорудного института были отправлены на фронт.
7 мая 1988 года состоялось открытие памятника.
Памятник изготовлен на средства, собранные студентами и преподавателями горнорудного института. Необходимая сумма в течение пяти лет собиралась за счёт личных взносов, труда в строительных отрядах и на субботниках.
19 ноября 1990 года, решением № 424 Днепропетровского облисполкома, памятник взят на государственный учёт с охранным номером 6312.

## Характеристика
Расположен у здания корпуса Криворожского национального университета по улице Пушкина, 37 в Центрально-Городском районе города Кривой Рог.
Авторы: скульптор А. Ярошенко, конструктор Б. Смыков. Чугунные фигуры отлиты на Криворожском металлургическом комбинате.
Чугунная многофигурная скульптурная группа высотой 2,44 м, длиной 2,72 м и шириной 1 м, смонтирована между двумя прямоугольными бетонными блоками высотой 3,72 м, длиной 2,44 м и шириной 1 м, облицованными гранитными плитами.
В скульптурной группе изображены восемь солдат, отъезжающих в вагонах-теплушках на фронт. С двух сторон скомпоновано по четыре солдатские фигуры. С обеих сторон памятника есть горизонтальные металлические рельсы-перила. На поверхности прямоугольных блоков симметрично, на расстоянии 0,41 м от верха с каждой стороны смонтированы металлические доски светло-серого цвета высотой 0,65 м, длиной 1,14 м. На досках с левой стороны рельефно изображена дата «1941», справа — «1945», на другой стороне — аналогично. На двух торцевых поверхностях блоков смонтировано две металлические памятные доски светло-серого цвета.